# 알렌 댄지거

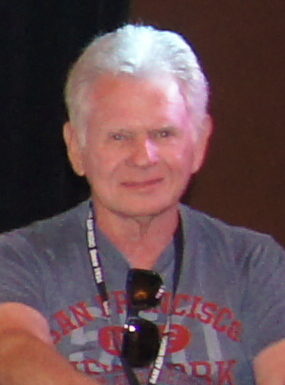

알렌 댄지거(Allen Danziger, 1942년 7월 23일 ~ )는 미국의 배우, 영화배우, 사업가이다.
보스턴에서 태어났다.

## 영화
- 텍사스 전기톱 학살 (1974년) - 제리 역